# Slangeørn
Slangeørnen (Circaetus gallicus) er en mellemstor ørn med et vingefang på op til 195 centimeter. Den er udbredt i Europa, Nordafrika og Asien. Føden består hovedsageligt af krybdyr og i særlig grad slanger. Det er en udpræget trækfugl med vinterkvarter i Afrika syd for Sahelområdet.

## Beskrivelse
Slangeørnen er let at kende på, at et mørkt hoved og forbryst står i kontrast til en lysere underside. Den er noget større end en fiskeørn. Vingerne er lange og brede med en specielt lang og rundet hånd. Bortset fra under svæveflugt fremtræder vingeknoen meget markant, hvilket adskiller arten fra vågerne. Slangeørnen kan "muse" som en tårnfalk, hvilket ikke ses hos andre rovfugle af samme størrelse, bortset fra fiskeørnen.
Stemmen høres ret ofte og består af vellydende, fløjtende lyde. Nogle kan minde om pirolens, mens andre minder om stormmågens.

## Udbredelse
Arten er udbredt i varme og tørre områder, der favoriserer dens foretrukne byttedyr, krybdyr. Dette kan både være områder, hvor fugtigt lavland veksler med heder, græsland og skove samt områder, der er tørre og stenede eller sandede med maki.
Slangeørnen er i den internationale rødliste angivet som ikke truet. Dette skyldes, at den er udbredt over et ekstremt stort område og at populationsstørrelsen, der er stor, tilsyneladende er stabil. På den danske rødliste angives at den uddøde i Danmark i sidste halvdel af 1800-tallet.